# Rally de Ferrol de 2015
El Rally de Ferrol de 2015 fue la 46.ª edición y la sexta ronda de la temporada 2015 del Campeonato de España de Rally. Se celebró el 23 de agosto y el 24 de agosto y contó con un itinerario de nueve tramos que sumaban un total de 195,72 km cronometrados.

## Itinerario
| Día   | Tramo                     | Nombre                          | Distancia | Hora                | Ganador             | Tiempo  | Líder     |
| Día 1 |                           |                                 |           |                     |                     |         |           |
| ----- | ------------------------- | ------------------------------- | --------- | ------------------- | ------------------- | ------- | --------- |
| Día 1 | TC1                       | San Sadurniño-As Somozas        | 18.82 km  | 16:23               | Iván Ares           | 13:13.6 | Iván Ares |
| Día 1 | TC2                       | As Somozas-Ortigueira-As Pontes | 25.00 km  | 17:04               | Iván Ares           | 16:02.0 | Iván Ares |
| Día 1 | TC3                       | San Sadurniño-As Somozas        | 18.82 km  | 19:20               | Miguel Ángel Fuster | 12:47.3 | Iván Ares |
| Día 1 | TC4                       | As Somozas-Ortigueira-As Pontes | 25.00 km  | 20:01               | Iván Ares           | 15:32.0 | Iván Ares |
| Día 1 | TC5                       | Ferrol-Ferrol                   | 9.24 km   | 21:14               | Miguel Ángel Fuster | 6:38.1  | Iván Ares |
| Día 2 |                           |                                 |           |                     |                     |         | Iván Ares |
| TC6   | Monfero-Monfero           | 19.56 km                        | 08:53     | Iván Ares           | 11:20.5             |         | Iván Ares |
| TC7   | Irixoa-Monfero-Vilarmaior | 30.55 km                        | 09:26     | Iván Ares           | 22:23.3             |         | Iván Ares |
| TC8   | Monfero-Monfero           | 19.56 km                        | 11:47     | Iván Ares           | 11:52.5             |         | Iván Ares |
| TC9   | Irixoa-Monfero-Doroña     | 29.17 km                        | 12:20     | Miguel Ángel Fuster | 22:10.3             |         | Iván Ares |

## Clasificación final
| Pos. | Piloto                   | Copiloto             | Automóvil               | Tiempo    | Diferencia |
| ---- | ------------------------ | -------------------- | ----------------------- | --------- | ---------- |
| 1.   | Iván Ares                | Álvaro Bañobre       | Porsche 997 GT3 RS 3.8  | 2:12:35.8 | 0.0        |
| 2.   | Sergio Vallejo           | Diego Vallejo        | Porsche 997 GT3 RS 3.8  | 2:14:47.1 | +2:11.3    |
| 3.   | Pedro Burgo              | Marcos Burgo         | Porsche 997 GT3 RS 3.8  | 2:15:57.8 | +3:22.0    |
| 4.   | Cristian García Martínez | Rebeca Liso          | Mitsubishi Lancer Evo X | 2:17:15.7 | +4:39.9    |
| 5.   | Gorka Antxustegui        | Alberto Iglesias     | Suzuki Swift S1600      | 2:19:12.7 | +6:36.9    |
| 6.   | Pablo Pazó               | José Antonio Vázquez | Ford Fiesta R2          | 2:19:12.7 | +6:36.9    |
| 7.   | Miguel Ángel Fuster      | Ignacio Aviñó        | Ford Fiesta R5          | 2:21:13.6 | +8:37.8    |
| 8.   | Álvaro Muñiz             | Ramón López          | Porsche 997 GT3 RS 3.6  | 2:22:44.4 | +10:08.6   |
| 9.   | Iago Caamaño             | Alberto Rodríguez    | Porsche 997 GT3 RS 3.6  | 2:23:25.0 | +10:49.2   |
| 10.  | José Manuel Mora         | Roberto Arias        | Peugeot 208 R2          | 2:24:22.8 | +11:47.0   |